# Knallerbse

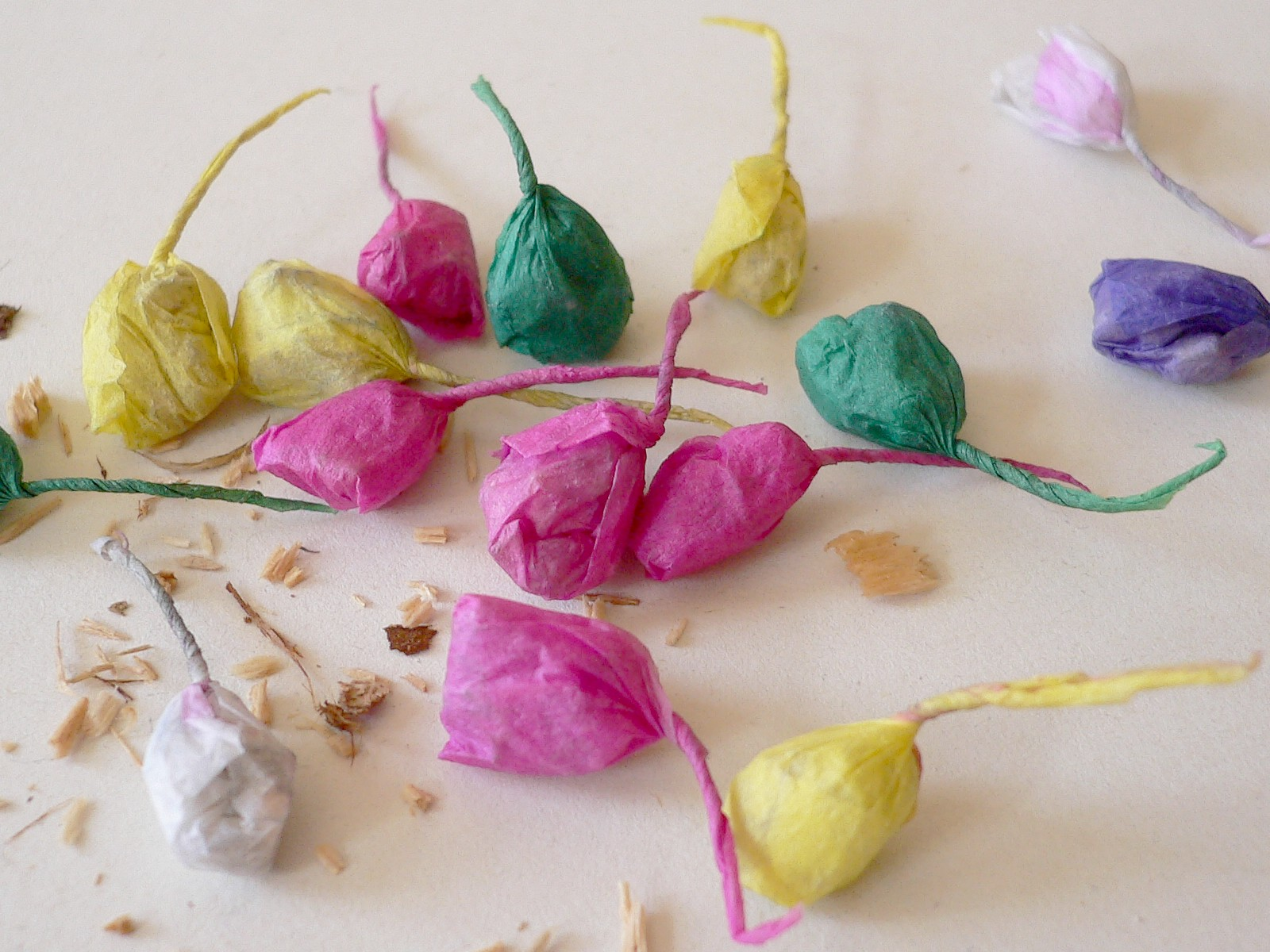
Bunte Knallerbsen

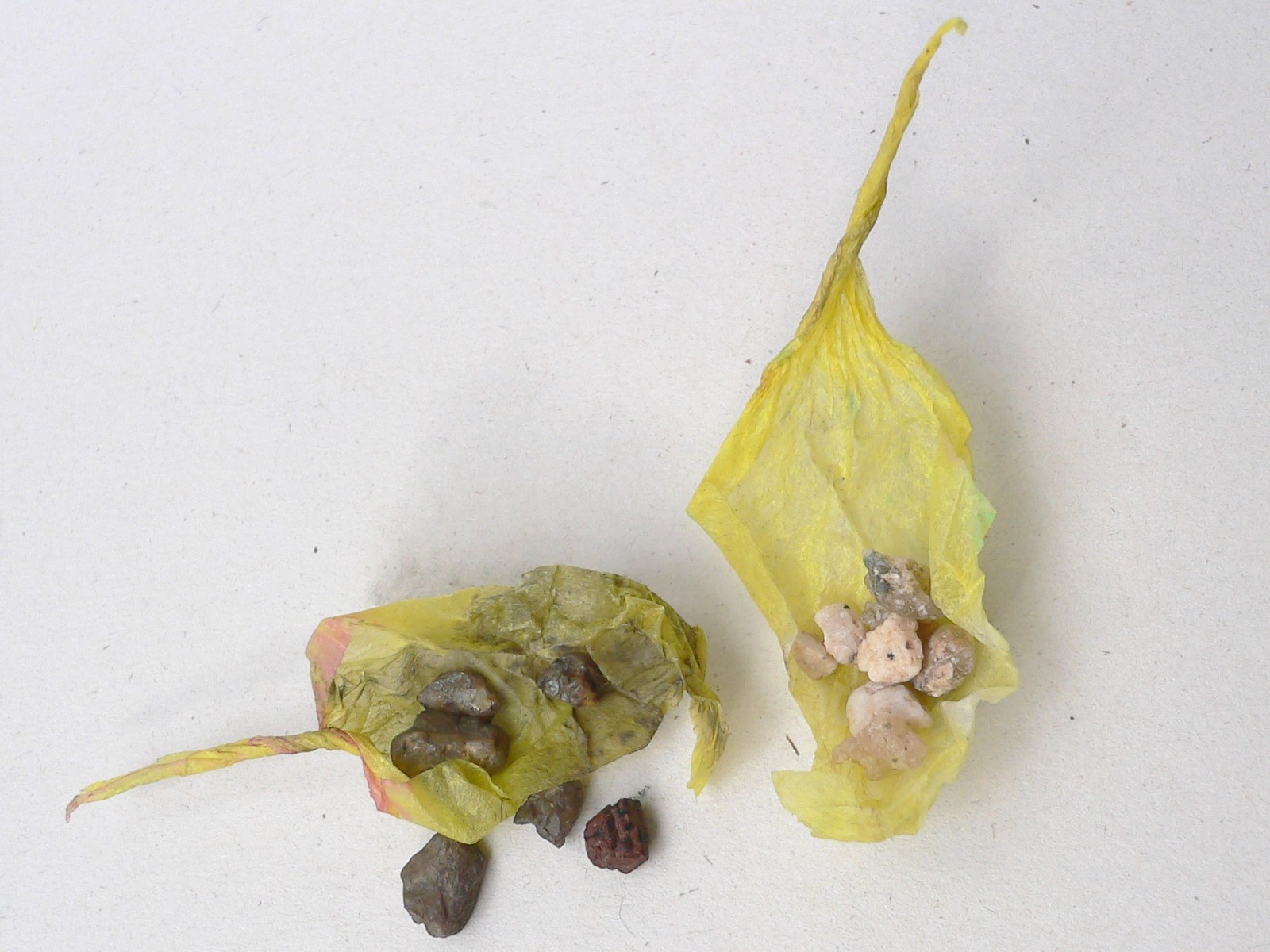
Inhalt in explodiertem und neuem Zustand

Eine Knallerbse (auch Knallteufel) ist ein kleiner, ungefähr erbsengroßer pyrotechnischer Artikel, der zu Boden geworfen einen Knall auslöst.

## Wirkungsweise
In einer Hülle aus dünnem Papier, welches an einem Ende dochtförmig zusammengerollt ist, befinden sich Sandkörnchen, die mit einer geringen Menge Silberfulminat (Knallsilber) versetzt sind. Der Sand wirkt als Friktionsmittel. Durch die entstehende Reibung beim Aufprall zerfällt das instabile Knallsilber explosionsartig in Kohlenstoffmonoxid, Stickstoff und Silber, wobei der Druck der entstehenden Gase die Papierhülle zerreißt. Das Silber schlägt sich teilweise als schwarzer Belag auf den Sandkörnern und Papierresten nieder.
Zudem funktionieren Knallerbsen auch unter Wasser.

## Sicherheit
Aus Sicherheitsgründen werden Knallerbsen in kleinen Stückzahlen in Kartonverpackungen transportiert und gehandelt, die mit einem stoßdämpfenden Material (meist Sägemehl) gefüllt sind. Knallerbsen gelten generell als sicher. Selbst wenn eine große Menge gleichzeitig geworfen oder zerdrückt wird, verursachen sie keine körperlichen Verletzungen und stellen auch keine Brandgefahr dar.

### Situation in Deutschland
Knallerbsen unterliegen dem Sprengstoffgesetz und gehören nach der Klassifizierung durch die gesetzlich zuständige Bundesanstalt für Materialforschung und -prüfung (BAM) zu den Feuerwerkskörpern der Klasse F1 (Kleinstfeuerwerk), nach den Beförderungsbestimmungen zu den Gefahrgütern der Klasse I. Laut dem deutschen Sprengstoffgesetz (Stand 2014) dürfen sie maximal 2,5 mg Silberfulminat enthalten und dürfen ganzjährig an Personen ab 12 Jahren abgegeben werden. Laut internationalen Transportvorschriften (Stand 2019), auf die auch die BAM verweist, dürfen Knallerbsen hingegen nur bis zu 1,6 mg Silberfulminat enthalten. Wie alle pyrotechnischen Erzeugnisse müssen Knallerbsen in Deutschland durch die BAM zugelassen werden und deren Zulassungszeichen auf der Verpackung tragen. Nicht zugelassene Erzeugnisse, die jährlich in großen Mengen besonders aus China und Südostasien importiert werden, sind potenziell gefährlich und können infolge von nicht eingehaltenen Vorschriften schwerste Verletzungen verursachen. Daher steht der Import durch Privatpersonen wie auch die Verwendung nicht geprüfter Produkte unter Strafe.